# جورج شيب
جورج شيب (بالإنجليزية: George Chip)‏ مواليد 25 أغسطس 1888 في سكرانتون - الوفاة 8 نوفمبر 1960، كان ملاكم أمريكي سابق صنّف ضمن فئة الوزن المتوسط.

## إحصائيات
خاض خلال مسيرته 164 نزالا، فاز في 41 وتعادل في 3 وخسر في 17. فاز بالضربة القاضية في 36 نزالا.

## روابط خارجية
- جورج شيب على موقع بوكس ريك (الإنجليزية) (registration required)